# COBOL.NET
COBOL.NET is een van de programmeertalen die deel uitmaken van het applicatieframework .NET. 

## Beschrijving
Onder de .NET-ontwikkeltalen bevindt zich ook Cobol. Door verscheidene fabrikanten wordt een Cobol-compiler geleverd waarmee standaard Cobol-code kan worden gecompileerd tot een moderne .NET-toepassing. Hiermee verliest Cobol zijn ouderwetse, stoffige imago, omdat het op deze wijze volop kan meedraaien in een moderne omgeving.
De oorspronkelijke Cobol-code wordt in .NET-klassen ondergebracht, en in een object-georiënteerde structuur gegoten. Cobol.NET communiceert zonder problemen met moderne toepassingen via .NET zoals intranet, internet en met software die in andere talen, zoals VB.NET of C#.NET is geschreven. 
Een voordeel is dat de oorspronkelijke broncode onder .NET herkenbaar blijft voor de "oude(re)" cobolapplicatiebeheerders en door hen nog steeds onderhouden kan worden.